# Prosartes parvifolia
Prosartes parvifolia är en växtart i släktet Prosartes och familjen liljeväxter. Arten förekommer i nordvästra Kalifornien och sydvästra Oregon i västra USA. Den beskrevs av Sereno Watson 1880.